# Димитрие Чикма
Димитрие Чикма (на румънски: Dimitrie Cicma; на гръцки: Δημήτριος Τσακαμάς) е арумънски активист, деец на румънската пропаганда в района на Пинд.

## Биография
Роден е в южномакедонското арумънско село Турия, тогава в Османската империя, днес Крания, Гърция. Чикма става основен деец на румънската пропаганда в Турия и се бори за установяване на румънска религиозна община. Създава румънско училище в Турия, където преподава. Заместник-председател е на Конгреса на румънската общност в Турция. Убит е от гръцки андарти през есента на 1905 година.